# Головин, Павел Васильевич
Па́вел Васи́льевич Голови́н (2 июля 1885, Ижевское, Спасский район Рязанской области — 22 января 1964, Киев), советский химик-технолог; профессор, член-корреспондент АН УССР (1939), заслуженный деятель науки и техники УССР (1951).

## Биография
Родился в крестьянской семье.

## Образование
- 1905 — окончил 1-ю Рязанскую гимназию (золотая медаль);
- 1905 — поступил на математическое отделение физико-математического факультета Московского университета.
- 1906 — отчислен за невнесение платы за обучение;
- продолжил обучение в Московском техническом училище;
- 1912—1913 — учёба прервана службой в армии в качестве вольноопределяющегося.
- 1914 — окончил по химическому отделению Императорское Московское техническое училище.

## 1-я мировая война
- Лето 1914 г. — лагерный сбор в Москве.
- август 1914 — мобилизован и отправлен на фронт.
- ноябрь 1914 — ноябрь 1918 — в германском плену.
- После окончания гражданской войны работал инженером в Рабоче-крестьянской инспекции.

## В Москве
- 1922 — зачислен ассистентом в МХТИ;
- 1922—1932 — преподает в Московском химико-технологическом институте им. Д. И. Менделеева;
- 1923 — Главсахар ВСНХ утвердил годовую смету «по оборудованию и содержанию кафедры по сахарному производству при Менделеевском институте»;
- 1923—1932 — заведующий кафедрой по сахарному производству;
- 1930 — утверждён в звании профессора на механическом факультете Московского химико-технологического института им. Д. И. Менделеева. После выделения, — в 1933 году, — факультета в отдельный институт был профессором в МИХМе.
- 1933—1934 — главный инженер Главсахара.
- старший научный сотрудник Центрального института сахара.
- 1935—1938 — руководитель механической лаборатории Витаминного института при Щекинском витаминном комбинате.

## В Киеве
- 1938 — назначен заведующим кафедрой технологии сахаристых веществ Киевского технологического института пищевой промышленности им. А. И. Микояна.
- 1938—1955 — заведующий кафедрой технологии сахаристых веществ Киевского технологического института пищевой промышленности им. А. И. Микояна.
- 1939—1961 — работа в Институте органической химии АН УССР.

## Труды
Более 210 научных работ, которые, в частности, касаются:
- технологии и методов контроля в пищевой промышленности,
- вопросам диффузии и кристаллизации в сахарном производстве,
- очистки сахарных соков.

Учебник «Технология свеклосахарного производства» выдержал 5 изданий, также вышел на венгерском и польском языках.

## Изобретения
- непрерывнодействующие диффузионные аппараты,
- рафинадный комбайн,
- способы сепарации мелассы,
- применение ионитов, в частности в производстве молока.

## Вклад в технологию
- Основатель производства витаминов в СССР;
- По его исследованиям впервые в СССР получен глицерин методом брожения из мелассы (отхода сахарного производства).

## Награды
- Орден Ленина (1944)
- Орден «Знак Почёта» (01.10.1944)
- Заслуженный деятель науки и техники УССР (1951)